# Frères du Cœur de Jésus
Les frères du Cœur de Jésus (en latin : Congregatio Fratrum Cordis Iesu) forment une congrégation laïque masculine de droit diocésain.

## Historique
L'institut est fondé par Stanislas Kubiak (1877 - 1928). Rentré chez les frères de la Miséricorde de Marie-Auxiliatrice à Trèves, le frère Stanislas désire installer les frères de Marie-Auxiliatrice en Pologne. De retour dans son pays natal, il réfléchit à la création d'une nouvelle communauté religieuse, le 14 septembre 1921 à Poznań, il reçoit avec deux compagnons l'habit religieux ressemblant à celui des rédemptoristes et commence une vie régulière de frères religieux.  
Le 11 juin 1923, lors d'une audience avec le cardinal Edmund Dalbor, archevêque de l'archidiocèse catholique de Poznań, il présente en détail l'histoire de la communauté ainsi que son but et son charisme. Trois mois plus tard, le 21 novembre 1923, le cardinal approuve officiellement la nouvelle congrégation. En 1937, le cardinal primat de Pologne August Hlond modifie les constitutions et l'habit de cette congrégation avec une soutane noire et une ceinture verte.
Le bienheureux Joseph Zapłata (pl), mort en 1945 au camp de concentration de Dachau était membre de cette congrégation.

## Activités et diffusion
Les frères se dédient aux églises comme sacristains, organistes, catéchistes, dans les maisons diocésaines, les séminaires ainsi qu'au culte du Sacré-Cœur par la prière et la réparation.
Ils sont présents en : Pologne, Allemagne, Italie
.
Selon l'annuaire pontifical, les frères étaient 59 en 2009.